# Grand Prix-wegrace van Duitsland 2024
De Grand Prix-wegrace van Duitsland 2024 was de negende race van het wereldkampioenschap wegrace-seizoen 2024. De race werd verreden op 7 juli 2024 op de Sachsenring nabij Hohenstein-Ernstthal, Duitsland.

## Uitslag

### MotoGP
Aleix Espargaró startte de races niet omdat hij nog te veel last had van een breuk in zijn rechterhand, die hij opliep in de sprintrace tijdens de TT Assen.

#### Sprintrace
| Pos | Nr | Rijder                | Constructeur | Rondes | Tijd      | Grid | Punten |
| --- | -- | --------------------- | ------------ | ------ | --------- | ---- | ------ |
| 1   | 89 | Jorge Martín          | Ducati       | 15     | 20:18.904 | 1    | 12     |
| 2   | 88 | Miguel Oliveira       | Aprilia      | 15     | +0.676    | 2    | 9      |
| 3   | 1  | Francesco Bagnaia     | Ducati       | 15     | +1.311    | 4    | 7      |
| 4   | 23 | Enea Bastianini       | Ducati       | 15     | +1.458    | 9    | 6      |
| 5   | 21 | Franco Morbidelli     | Ducati       | 15     | +5.600    | 6    | 5      |
| 6   | 93 | Marc Márquez          | Ducati       | 15     | +6.281    | 13   | 4      |
| 7   | 12 | Maverick Viñales      | Aprilia      | 15     | +6.284    | 7    | 3      |
| 8   | 33 | Brad Binder           | KTM          | 15     | +9.061    | 11   | 2      |
| 9   | 73 | Álex Márquez          | Ducati       | 15     | +9.201    | 5    | 1      |
| 10  | 72 | Marco Bezzecchi       | Ducati       | 15     | +10.800   | 12   |        |
| 11  | 43 | Jack Miller           | KTM          | 15     | +13.815   | 16   |        |
| 12  | 49 | Fabio Di Giannantonio | Ducati       | 15     | +13.960   | 8    |        |
| 13  | 20 | Fabio Quartararo      | Yamaha       | 15     | +14.432   | 14   |        |
| 14  | 25 | Raúl Fernández        | Aprilia      | 15     | +15.329   | 3    |        |
| 15  | 10 | Luca Marini           | Honda        | 15     | +15.430   | 18   |        |
| 16  | 37 | Augusto Fernández     | KTM          | 15     | +15.493   | 15   |        |
| 17  | 5  | Johann Zarco          | Honda        | 15     | +16.205   | 19   |        |
| 18  | 30 | Takaaki Nakagami      | Honda        | 15     | +20.321   | 17   |        |
| 19  | 6  | Stefan Bradl          | Honda        | 15     | +23.733   | 21   |        |
| 20  | 87 | Remy Gardner          | Yamaha       | 15     | +26.366   | 22   |        |
| 21  | 36 | Joan Mir              | Honda        | 15     | +26.668   | 20   |        |
| 22  | 31 | Pedro Acosta          | KTM          | 15     | +26.715   | 10   |        |
| DNS | 41 | Aleix Espargaró       | Aprilia      | 0      | Blessure  |      |        |

#### Grand Prix
Augusto Fernández, Johann Zarco en Stefan Bradl kregen na de race tijdstraffen van zestien seconden omdat hun bandenspanning te laag was.
| Pos | Nr | Rijder                | Constructeur | Rondes | Tijd        | Grid | Punten |
| --- | -- | --------------------- | ------------ | ------ | ----------- | ---- | ------ |
| 1   | 1  | Francesco Bagnaia     | Ducati       | 30     | 40:40.063   | 4    | 25     |
| 2   | 93 | Marc Márquez          | Ducati       | 30     | +3.804      | 13   | 20     |
| 3   | 73 | Álex Márquez          | Ducati       | 30     | +4.334      | 5    | 16     |
| 4   | 23 | Enea Bastianini       | Ducati       | 30     | +5.317      | 9    | 13     |
| 5   | 21 | Franco Morbidelli     | Ducati       | 30     | +5.557      | 6    | 11     |
| 6   | 88 | Miguel Oliveira       | Aprilia      | 30     | +10.481     | 2    | 10     |
| 7   | 31 | Pedro Acosta          | KTM          | 30     | +14.746     | 10   | 9      |
| 8   | 72 | Marco Bezzecchi       | Ducati       | 30     | +14.930     | 12   | 8      |
| 9   | 33 | Brad Binder           | KTM          | 30     | +15.084     | 11   | 7      |
| 10  | 25 | Raúl Fernández        | Aprilia      | 30     | +16.384     | 3    | 6      |
| 11  | 20 | Fabio Quartararo      | Yamaha       | 30     | +17.235     | 14   | 5      |
| 12  | 12 | Maverick Viñales      | Aprilia      | 15     | +18.865     | 7    | 4      |
| 13  | 43 | Jack Miller           | KTM          | 30     | +25.425     | 16   | 3      |
| 14  | 30 | Takaaki Nakagami      | Honda        | 30     | +25.817     | 17   | 2      |
| 15  | 10 | Luca Marini           | Honda        | 30     | +25.854     | 18   | 1      |
| 16  | 37 | Augusto Fernández     | KTM          | 30     | +41.495     | 15   |        |
| 17  | 5  | Johann Zarco          | Honda        | 30     | +41.952     | 19   |        |
| 18  | 36 | Joan Mir              | Honda        | 30     | +43.145     | 20   |        |
| 19  | 87 | Remy Gardner          | Yamaha       | 30     | +50.115     | 21   |        |
| 20  | 6  | Stefan Bradl          | Honda        | 30     | +59.047     | 22   |        |
| DNF | 89 | Jorge Martín          | Ducati       | 28     | Ongeluk     | 1    |        |
| DNF | 49 | Fabio Di Giannantonio | Ducati       | 9      | Uitgevallen | 8    |        |
| DNS | 41 | Aleix Espargaró       | Aprilia      | 0      | Blessure    |      |        |

### Moto2
| Pos | Nr | Rijder                  | Constructeur | Rondes | Tijd        | Grid | Punten |
| --- | -- | ----------------------- | ------------ | ------ | ----------- | ---- | ------ |
| 1   | 54 | Fermín Aldeguer         | Boscoscuro   | 25     | 35:07.384   | 3    | 25     |
| 2   | 96 | Jake Dixon              | Kalex        | 25     | +2.159      | 2    | 20     |
| 3   | 79 | Ai Ogura                | Boscoscuro   | 25     | +4.418      | 7    | 16     |
| 4   | 10 | Diogo Moreira           | Kalex        | 25     | +4.533      | 8    | 13     |
| 5   | 13 | Celestino Vietti        | Kalex        | 25     | +4.543      | 1    | 11     |
| 6   | 35 | Somkiat Chantra         | Kalex        | 25     | +4.651      | 17   | 10     |
| 7   | 3  | Sergio García           | Boscoscuro   | 25     | +5.425      | 12   | 9      |
| 8   | 16 | Joe Roberts             | Kalex        | 25     | +6.314      | 11   | 8      |
| 9   | 14 | Tony Arbolino           | Kalex        | 25     | +7.018      | 6    | 7      |
| 10  | 21 | Alonso López            | Boscoscuro   | 25     | +8.255      | 10   | 6      |
| 11  | 81 | Senna Agius             | Kalex        | 25     | +9.225      | 4    | 5      |
| 12  | 18 | Manuel González         | Kalex        | 25     | +9.703      | 5    | 4      |
| 13  | 28 | Izan Guevara            | Kalex        | 25     | +10.690     | 13   | 3      |
| 14  | 52 | Jeremy Alcoba           | Kalex        | 25     | +12.810     | 23   | 2      |
| 15  | 5  | Jaume Masiá             | Kalex        | 25     | +13.845     | 19   | 1      |
| 16  | 71 | Dennis Foggia           | Kalex        | 25     | +14.285     | 18   |        |
| 17  | 32 | Marcel Schrötter        | Kalex        | 25     | +14.483     | 22   |        |
| 18  | 24 | Marcos Ramírez          | Kalex        | 25     | +15.028     | 9    |        |
| 19  | 17 | Daniel Muñoz            | Kalex        | 25     | +16.496     | 20   |        |
| 20  | 7  | Barry Baltus            | Kalex        | 25     | +17.240     | 27   |        |
| 21  | 75 | Albert Arenas           | Kalex        | 25     | +21.557     | 26   |        |
| 22  | 11 | Álex Escrig             | Forward      | 25     | +27.073     | 30   |        |
| 23  | 43 | Xavier Artigas          | Forward      | 25     | +29.351     | 29   |        |
| 24  | 22 | Ayumu Sasaki            | Kalex        | 25     | +38.512     | 21   |        |
| 25  | 15 | Darryn Binder           | Kalex        | 25     | +1:13.462   | 16   |        |
| DNF | 34 | Mario Aji               | Kalex        | 22     | Ongeluk     | 25   |        |
| DNF | 44 | Arón Canet              | Kalex        | 18     | Uitgevallen | 14   |        |
| DNF | 84 | Zonta van den Goorbergh | Kalex        | 15     | Uitgevallen | 28   |        |
| DNF | 31 | Roberto García          | Kalex        | 11     | Ongeluk     | 24   |        |
| DNF | 64 | Bo Bendsneyder          | Kalex        | 7      | Technisch   | 15   |        |

### Moto3
Riccardo Rossi werd een positie teruggezet omdat hij een andere coureur had ingehaald terwijl er gele vlaggen werden gezwaaid.
| Pos | Nr | Rijder             | Constructeur | Rondes | Tijd      | Grid | Punten |
| --- | -- | ------------------ | ------------ | ------ | --------- | ---- | ------ |
| 1   | 80 | David Alonso       | CFMoto       | 23     | 33:02.956 | 2    | 25     |
| 2   | 72 | Taiyo Furusato     | Honda        | 23     | +0.187    | 8    | 20     |
| 3   | 48 | Iván Ortolá        | KTM          | 23     | +0.339    | 12   | 16     |
| 4   | 31 | Adrián Fernández   | Honda        | 23     | +2.362    | 4    | 13     |
| 5   | 36 | Ángel Piqueras     | Honda        | 23     | +2.438    | 14   | 11     |
| 6   | 6  | Ryusei Yamanaka    | KTM          | 23     | +3.786    | 11   | 10     |
| 7   | 96 | Daniel Holgado     | GasGas       | 23     | +3.869    | 13   | 9      |
| 8   | 64 | David Muñoz        | KTM          | 23     | +5.461    | 6    | 8      |
| 9   | 24 | Tatsuki Suzuki     | Husqvarna    | 23     | +5.685    | 9    | 7      |
| 10  | 19 | Scott Ogden        | Honda        | 23     | +5.817    | 7    | 6      |
| 11  | 66 | Joel Kelso         | KTM          | 23     | +6.021    | 15   | 5      |
| 12  | 82 | Stefano Nepa       | KTM          | 23     | +13.085   | 10   | 4      |
| 13  | 7  | Filippo Farioli    | Honda        | 23     | +25.001   | 26   | 3      |
| 14  | 78 | Joel Esteban       | CFMoto       | 23     | +25.069   | 23   | 2      |
| 15  | 18 | Matteo Bertelle    | Honda        | 23     | +25.071   | 24   | 1      |
| 16  | 85 | Xabi Zurutuza      | KTM          | 23     | +38.789   | 17   |        |
| 17  | 10 | Nicola Carraro     | KTM          | 23     | +39.177   | 19   |        |
| 18  | 95 | Collin Veijer      | Husqvarna    | 23     | +39.387   | 1    |        |
| 19  | 54 | Riccardo Rossi     | KTM          | 23     | +39.250   | 18   |        |
| 20  | 22 | David Almansa      | Honda        | 23     | +39.434   | 21   |        |
| 21  | 70 | Joshua Whatley     | Honda        | 23     | +39.552   | 25   |        |
| 22  | 5  | Tatchakorn Buasri  | Honda        | 23     | +46.891   | 20   |        |
| 23  | 55 | Noah Dettwiler     | KTM          | 23     | +1:08.267 | 22   |        |
| DNF | 99 | José Antonio Rueda | KTM          | 21     | Ongeluk   | 5    |        |
| DNF | 58 | Luca Lunetta       | Honda        | 19     | Ongeluk   | 3    |        |
| DNF | 12 | Jacob Roulstone    | GasGas       | 13     | Ongeluk   | 16   |        |

### MotoE
Alle motorfietsen zijn afkomstig van Ducati.

#### Race 1
De race, die gepland was over een lengte van acht ronden, werd in de eerste ronde afgebroken vanwege een ongeluk waarbij Eric Granado en Armando Pontone betrokken waren. Later werd de race herstart over een lengte van vijf ronden. Granado en Pontone kwamen hier niet aan de start.
| Pos | Nr | Rijder             | Rondes | Tijd           | Grid | Punten |
| --- | -- | ------------------ | ------ | -------------- | ---- | ------ |
| 1   | 4  | Héctor Garzó       | 5      | 7:14.150       | 4    | 25     |
| 2   | 61 | Alessandro Zaccone | 5      | +0.408         | 1    | 20     |
| 3   | 29 | Nicholas Spinelli  | 5      | +1.563         | 3    | 16     |
| 4   | 11 | Matteo Ferrari     | 5      | +2.716         | 7    | 13     |
| 5   | 81 | Jordi Torres       | 5      | +2.846         | 5    | 11     |
| 6   | 77 | Miquel Pons        | 5      | +3.007         | 12   | 10     |
| 7   | 3  | Lukas Tulovic      | 5      | +3.185         | 9    | 9      |
| 8   | 21 | Kevin Zannoni      | 5      | +3.415         | 10   | 8      |
| 9   | 40 | Mattia Casadei     | 5      | +5.443         | 8    | 7      |
| 10  | 72 | Alessio Finello    | 5      | +5.721         | 11   | 6      |
| 11  | 9  | Andrea Mantovani   | 5      | +6.999         | 14   | 5      |
| 12  | 6  | María Herrera      | 5      | +8.700         | 18   | 4      |
| 13  | 55 | Massimo Roccoli    | 5      | +8.940         | 13   | 3      |
| 14  | 7  | Chaz Davies        | 5      | +9.046         | 15   | 2      |
| 15  | 34 | Kevin Manfredi     | 5      | +10.104        | 16   | 1      |
| DNF | 99 | Óscar Gutiérrez    | 3      | Schade ongeluk | 2    |        |
| DNS | 51 | Eric Granado       | 0      | Ongeluk        | 6    |        |
| DNS | 80 | Armando Pontone    | 0      | Ongeluk        | 17   |        |

#### Race 2
Eric Granado startte de race niet vanwege de gevolgen van een frontotemporale bloeding, die hij opliep bij een ongeluk in de eerste race.
| Pos | Nr | Rijder             | Rondes | Tijd      | Grid | Punten |
| --- | -- | ------------------ | ------ | --------- | ---- | ------ |
| 1   | 4  | Héctor Garzó       | 8      | 12:43.708 | 4    | 25     |
| 2   | 29 | Nicholas Spinelli  | 8      | +3.485    | 3    | 20     |
| 3   | 81 | Jordi Torres       | 8      | +6.217    | 5    | 16     |
| 4   | 99 | Óscar Gutiérrez    | 8      | +7.254    | 2    | 13     |
| 5   | 61 | Alessandro Zaccone | 8      | +9.398    | 1    | 11     |
| 6   | 11 | Matteo Ferrari     | 8      | +13.523   | 10   | 13     |
| 7   | 77 | Miquel Pons        | 8      | +15.149   | 11   | 9      |
| 8   | 9  | Andrea Mantovani   | 8      | +15.546   | 13   | 8      |
| 9   | 40 | Mattia Casadei     | 8      | +21.748   | 7    | 7      |
| 10  | 3  | Lukas Tulovic      | 8      | +29.284   | 8    | 6      |
| 11  | 55 | Massimo Roccoli    | 8      | +32.036   | 12   | 5      |
| 12  | 80 | Armando Pontone    | 8      | +32.410   | 16   | 4      |
| 13  | 34 | Kevin Manfredi     | 8      | +34.202   | 15   | 3      |
| 14  | 72 | Alessio Finello    | 8      | +34.411   | 10   | 2      |
| 15  | 21 | Kevin Zannoni      | 8      | +34.447   | 9    | 1      |
| 16  | 7  | Chaz Davies        | 8      | +34.552   | 14   |        |
| 17  | 6  | María Herrera      | 8      | +1:09.366 | 17   |        |
| DNS | 51 | Eric Granado       | 0      | Ongeluk   | 6    |        |

## Tussenstanden na wedstrijd

### MotoGP
| Pos | Nr | Rijder            | Team    | Punten |
| --- | -- | ----------------- | ------- | ------ |
| 1   | 1  | Francesco Bagnaia | Ducati  | 222    |
| 2   | 89 | Jorge Martín      | Ducati  | 212    |
| 3   | 93 | Marc Márquez      | Ducati  | 166    |
| 4   | 23 | Enea Bastianini   | Ducati  | 155    |
| 5   | 12 | Maverick Viñales  | Aprilia | 125    |

### Moto2
| Pos | Nr | Rijder          | Team       | Punten |
| --- | -- | --------------- | ---------- | ------ |
| 1   | 3  | Sergio García   | Boscoscuro | 147    |
| 2   | 79 | Ai Ogura        | Boscoscuro | 140    |
| 3   | 16 | Joe Roberts     | Kalex      | 123    |
| 4   | 54 | Fermín Aldeguer | Boscoscuro | 108    |
| 5   | 21 | Alonso López    | Boscoscuro | 93     |

### Moto3
| Pos | Nr | Rijder         | Team      | Punten |
| --- | -- | -------------- | --------- | ------ |
| 1   | 80 | David Alonso   | CFMoto    | 179    |
| 2   | 48 | Iván Ortolá    | KTM       | 121    |
| 3   | 96 | Daniel Holgado | GasGas    | 120    |
| 4   | 95 | Collin Veijer  | Husqvarna | 115    |
| 5   | 64 | David Muñoz    | KTM       | 84     |

### MotoE
| Pos | Nr | Rijder             | Punten |
| --- | -- | ------------------ | ------ |
| 1   | 4  | Héctor Garzó       | 179    |
| 2   | 40 | Mattia Casadei     | 154    |
| 3   | 99 | Óscar Gutiérrez    | 150    |
| 4   | 21 | Kevin Zannoni      | 147    |
| 5   | 61 | Alessandro Zaccone | 130    |

1925 · 1926 · 1927 · 1928 · 1929 · 1930 · 1931 · 1933 · 1934 · 1935 · 1936 · 1937 · 1938 · 1939 · 1949 · 1950 · 1951 · 1952 · 1953 · 1954 · 1955 · 1956 · 1957 · 1958 · 1959 · 1960 · 1961 · 1962 · 1963 · 1964 · 1965 · 1966 · 1967 · 1968 · 1969 · 1970 · 1971 · 1972 · 1973 · 1974 · 1975 · 1976 · 1977 · 1978 · 1979 · 1980 · 1981 · 1982 · 1983 · 1984 · 1985 · 1986 · 1987 · 1988 · 1989 · 1990 · 1991 · 1992 · 1993 · 1994 · 1995 · 1996 · 1997 · 1998 · 1999 · 2000 · 2001 · 2002 · 2003 · 2004 · 2005 · 2006 · 2007 · 2008 · 2009 · 2010 · 2011 · 2012 · 2013 · 2014 · 2015 · 2016 · 2017 · 2018 · 2019 · 2021 · 2022 · 2023 · 2024 · 2025